# リトクワ・トメイン
リトクワ・トメイン（Litokwa Tomeing, 1939年10月14日 - 2020年10月12日）は、マーシャル諸島共和国の政治家で、第4代大統領（2008年1月14日 - 2009年10月21日）。

## 来歴
1939年、日本の委任統治下にあった南洋諸島のマジュロから北北西へ約300km離れたウォッジェ環礁に生まれる。
1961年に公立小学校（エレメンタリー・スクール、8年制）の教師となり、1973年まで続けた。その内、1965年から1969年までは、ウォッジェの市長を兼職した。
1974年、信託統治下におけるマーシャル諸島地区の住民議会選挙に出馬し当選する。この当時、マーシャル諸島は、アメリカ合衆国が管理・統治する「太平洋諸島信託統治領」を構成する6地区の1つであった。アメリカ合衆国は、この6地区を「ミクロネシア連邦」として独立させる意図で、1976年からサイパンにおいて憲法制定会議を開いた。リトクワ・トメインは、マーシャル地区代表の1人として、この会議に出席した。しかし、完成した憲法案は、1978年のマーシャル地区における住民投票で否決され、これ以降、地区単独での独立を目指すことになる。トメインは、マジュロで引き続き開催されたマーシャル諸島の憲法制定会議にも参加し、できあがった憲法は住民投票による賛成とアメリカ合衆国の承認を経て、1979年5月1日に発効し、自治政府が発足した。
1979年11月に行われた議会選挙でも当選し、これ以降、憲法に基づいて4年毎に行われる選挙に連続再選しつづける。1992年から1995年まで議会副議長、1996年から1998年までアマタ・カブア、イマタ・カブア両大統領の閣僚を務める。1999年11月の選挙では、反カブア派のケーサイ・ノートと共に統一民主党(UDP)を結成し、政権交代を果たす。トメインは議会議長に就任し、ノートが2000年1月に大統領となる。
トメインは、2期8年にわたって議会議長を務めたが、2007年11月の選挙に向けて統一民主党から離党し、新たに保守派グループの統一人民党(UPP)を立ち上げ党首となった。UPPは、カブア派の我が祖国党(AKA)と連合し、この選挙戦で与党UDPの獲得議席数を上回る結果を出した。そして、2008年1月7日に議会で行われた大統領選挙では、トメインが33票中18票を獲得して、ノートの3選を阻止した。
2008年1月14日に大統領宣誓式を行い、第4代大統領に就任した。任期は4年だったが、就任翌年の2009年10月21日に議会による不信任決議を受け辞任した。2020年10月12日、アメリカ合衆国アーカンソー州スプリングデールにて死去。

## 政策

### 対中国政策
マーシャル諸島は、1998年11月に台湾（中華民国）と国交を樹立し、その結果、中華人民共和国との国交が断絶された。リトクワ・トメインは、2007年11月の議会選挙において、中華人民共和国との国交回復を公約として掲げていたため、彼が大統領に選出されたことで、マーシャル諸島政府の対中国政策が転換されるとの見方もされた。しかし、否定的な見解も有力であった。そして、2008年1月29日、台湾の副総統・呂秀蓮がマーシャル諸島を訪問してトメインと会談し、両国の友好関係持続が確認された。
トメインは、3月10日に台湾を公式訪問、翌11日に中華民国立法院において両国関係のさらなる発展について演説した。

### 対日本関係
2008年4月7日から11日までトメインは日本を訪問し、天皇および福田康夫内閣総理大臣と会見した。

## 外部サイト
- マーシャル諸島共和国大統領府

| 公職                  | 公職                                    | 公職                               |
| --------------------- | --------------------------------------- | ---------------------------------- |
| 先代 ケーサイ・ノート | マーシャル諸島大統領 第4代：2008 - 2009 | 次代 ルーベン・ザックラス （代行） |